# 勢見山
勢見山（せいみやま）は、徳島県徳島市に位置する山である。標高109.4 m。眉山の一部をなす。山頂には勢見山古墳がある。

## 地理
眉山の一部をなし、徳島市西二軒屋町の市街地西側にある山。山中に忌部神社・金比羅神社がある。北の麓に観音寺があり、山号を勢見山と称している。
山名の由来は源義経が小松島に上陸し軍勢を接見した地の意からとされており、もとは勢見山は勝占町の勝占神社にある針伏山の名前であった。
天正年間（1573年-1592年）に勝占神社にあった金比羅神社を城下の二軒屋に遷宮し、城下の鎮守とした際に由緒のある勢見山の山名も同時に移し、本来の勢見山は山の形から針伏山と改称したといわれている。

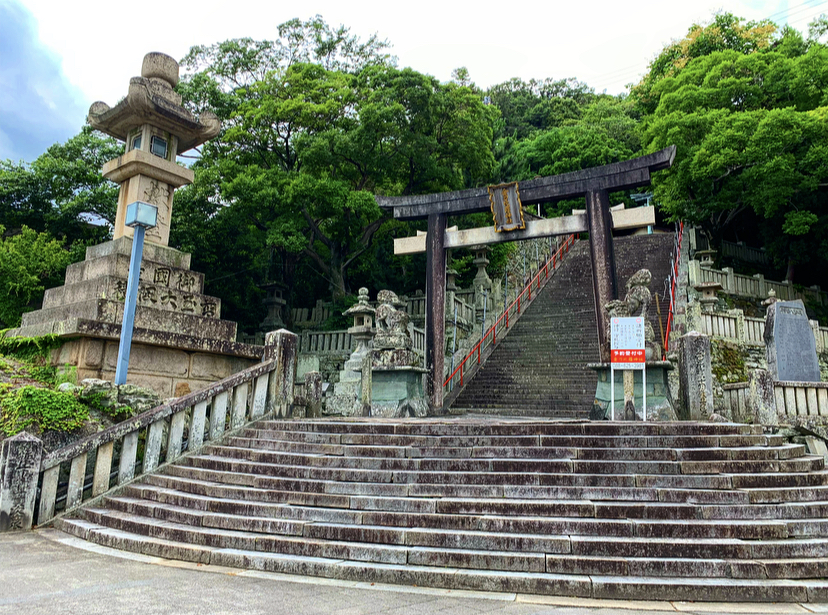
金刀比羅神社
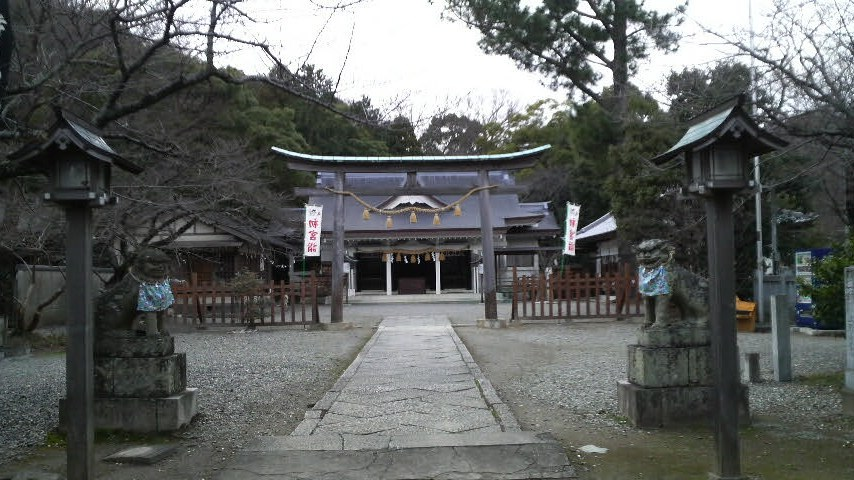
忌部神社
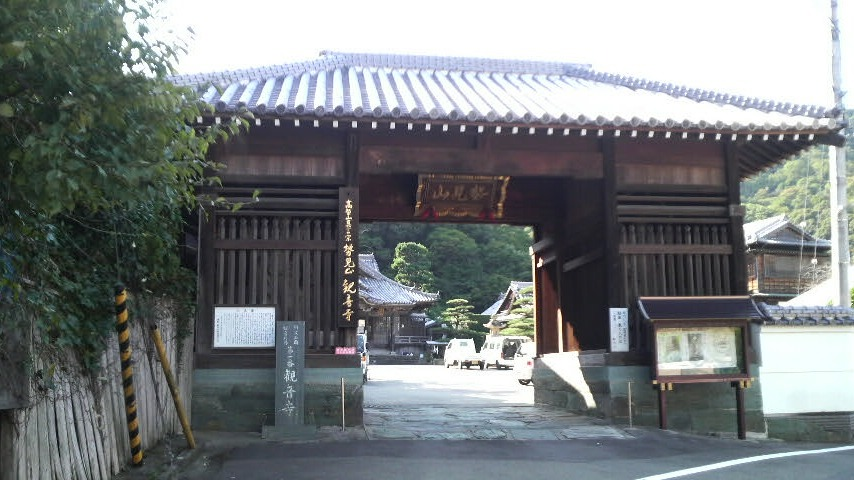
観音寺